# Lambdina negata
Lambdina negata là một loài bướm đêm trong họ Geometridae.